# Krakówki-Zdzichy
Krakówki-Zdzichy is een plaats in het Poolse district  Siemiatycki, woiwodschap Podlachië. De plaats maakt deel uit van de gemeente Grodzisk en telt 60 inwoners.